# Yinlong
A Yinlong downsi a hüllők (Reptilia) osztályának dinoszauruszok csoportjába, ezen belül a madármedencéjűek (Ornithischia) rendjébe és a Cerapoda alrendjébe tartozó faj.
A Yinlong egy korai ceratopsia volt, amely a késő jura korszakban élt, Ázsia középső részén. A kis testű állat inkább kétlábon járt és növényevő volt, hossza 1,2 méter lehetett. A Yinlong a legrégibb és legősibb ceratopsia, amelyet a tudomány ismer.

## Felfedezése
Egy paleontológus csapat, amelyben egyaránt amerikaiak és kínaiak is voltak, 2006-ban írta le ezt az állatot. A tudósok között, ott volt: Xu Xing, Catherine Forster, Jim Clark és Mo Jinyou. A maradványt a kínai Hszincsiang-Ujgur Autonóm Területen fedezték fel. Az állat teljes neve: Yinlong downsi. A dinoszauruszt, az elhunyt Will Downsról nevezték el, aki egy évvel a Yinlong felfedezése előtt halt meg. Will Downs sokszor járt Kínában, hogy csontok után kutasson.
Az állatot, egy nagyon jól megmaradt, teljes csontváznak, (melyben a koponya is megvan) köszönhetően ismerünk. A kövületet a közép-késő jura rétegben találták, a Shishugou Formationban, amely a kínai Xianjiang tartományban található. A felfedezés 2004-ben történt. A dinoszaurusz 161-156 millió évvel élt ezelőtt. Az összes többi ceratopsia a kréta korból való.

## Rendszerezése
Egy kis csőrcsont, amely a felső állkapocs végén van, utal arra, hogy a dinoszaurusz egy ceratopsia, bár a koponyája tetején van egy dudor, amely a pachycephalosauriákra jellemző. Ennek a dudornak a jelenléte, bizonyítja a pachycephalosauriák és ceratopsiák együtt helyezését, a Marginocephalia csoportba, bár a ceratopsiák a Yinlongon kívül elvesztették ezt a dudort. A Yinlong a Heterodontosauridae családdal is mutat hasonlóságot, ezzel rokonságba hozva a Heterodontosauridae családot a Marginocephalia csoporttal. A nagy csoport amelyben a két rokon ág van, a Heterodontosauriformes nevet kapta.

## Életmódja
A Yinlong gyomrában hét követ találtak, ezek segítették az állatot az emésztésben. Ilyen köveket a Psittacosaurus maradványokban, más dinoszaurusz csoportokban és a madarakban is találtak.